# Campionati mondiali di nuoto in vasca corta 2022 - 100 metri farfalla femminili
La gara dei 100 metri farfalla femminili dei campionati mondiali di nuoto in vasca corta 2022 si è svolta il 17 e 18 dicembre 2022. Al mattino del 17 dicembre si sono svolte le batterie, nel pomeriggio lo swim-off e nella serata le semifinali, mentre la finale si è disputata nella serata del 18 dicembre.

## Podio
| Pos.    | Atleta           | Nazione     |
| ------- | ---------------- | ----------- |
| Oro     | Margaret MacNeil | Canada      |
| Argento | Torri Huske      | Stati Uniti |
| Bronzo  | Louise Hansson   | Svezia      |

## Record
Prima della manifestazione il record del mondo (RM) e il record dei campionati (RC) erano i seguenti.
|  | 54"59 | Kelsi Dahlia   | 3 dicembre 2021 Eindhoven |
|  | 54"61 | Sarah Sjöström | 7 dicembre 2014 Doha      |

Durante la competizione è stato migliorato il seguente record:
|  | 54"05 | Margaret MacNeil |

## Risultati

### Batterie
| Pos. | Batteria | Corsia | Atleta                | Nazionalità          | Tempo       | Note |
| ---- | -------- | ------ | --------------------- | -------------------- | ----------- | ---- |
| 1    | 3        | 4      | Louise Hansson        | Svezia               | 55"74       | Q    |
| 2    | 3        | 5      | Torri Huske           | Stati Uniti          | 56"01       | Q    |
| 3    | 3        | 6      | Alexandria Perkins    | Australia            | 56"46       | Q    |
| 4    | 4        | 4      | Margaret MacNeil      | Canada               | 56"53       | Q    |
| 5    | 2        | 7      | Angelina Köhler       | Germania             | 56"56       | Q    |
| 6    | 2        | 6      | Maaike de Waard       | Paesi Bassi          | 56"67       | Q    |
| 7    | 3        | 3      | Ai Soma               | Giappone             | 56"72       | Q    |
| 8    | 4        | 7      | Katerine Savard       | Canada               | 56"86       | Q    |
| 9    | 2        | 5      | Lana Pudar            | Bosnia ed Erzegovina | 56"89       | Q    |
| 10   | 2        | 4      | Claire Curzan         | Stati Uniti          | 56"90       | Q    |
| 11   | 3        | 7      | Helena Rosendahl Bach | Danimarca            | 57"15       | Q    |
| 12   | 2        | 3      | Moe Tsuda             | Giappone             | 57"22       | Q    |
| 13   | 2        | 1      | Kim Seo-yeong         | Corea del Sud        | 57"26       | Q    |
| 14   | 4        | 6      | Giovanna Diamante     | Brasile              | 57"50       | Q    |
| 15   | 4        | 2      | Helena Gasson         | Nuova Zelanda        | 57"51       | Q    |
| 16   | 2        | 2      | Brittany Castelluzzo  | Australia            | 57"85       | QSO  |
| 16   | 3        | 2      | Laura Lahtinen        | Finlandia            | 57"85       | QSO  |
| 18   | 3        | 1      | Amina Kajtaz          | Croazia              | 57"88       |      |
| 19   | 4        | 1      | Rebecca Meder         | Sudafrica            | 58"04       |      |
| 20   | 3        | 8      | Sze Hang-yu           | Hong Kong            | 58"06       |      |
| 21   | 2        | 8      | Barbora Janíčková     | Rep. Ceca            | 58"65       |      |
| 22   | 4        | 8      | Luana Alonso          | Paraguay             | 58"93       |      |
| 23   | 1        | 6      | Zora Ripková          | Slovacchia           | 59"39       |      |
| 24   | 1        | 4      | Krystal Lara          | Rep. Dominicana      | 59"78       |      |
| 25   | 1        | 5      | Olivia Borg           | Samoa                | 1'00"13     |      |
| 26   | 1        | 7      | Julimar Ávila         | Honduras             | 1'01"43     |      |
| 27   | 1        | 3      | Oumy Diop             | Senegal              | 1'01"54     |      |
| 28   | 1        | 2      | Imara-Bella Thorpe    | Federazione sospesa  | 1'01"84     |      |
| 29   | 1        | 1      | Tara Naluwoza         | Uganda               | 1'05"28     |      |
| DNS  | 4        | 3      | Wang Yichun           | Cina                 | Non partita |      |
| DNS  | 4        | 5      | Zhang Yufei           | Cina                 | Non partita |      |

### Swim-off
| Pos. | Corsia | Atleta               | Nazionalità | Tempo | Note |
| ---- | ------ | -------------------- | ----------- | ----- | ---- |
| 1    | 5      | Laura Lahtinen       | Finlandia   | 56"88 | Q    |
| 2    | 4      | Brittany Castelluzzo | Australia   | 57"76 |      |

### Semifinali
| Pos. | Batteria | Corsia | Atleta                | Nazionalità          | Tempo | Note  |
| ---- | -------- | ------ | --------------------- | -------------------- | ----- | ----- |
| 1    | 1        | 4      | Torri Huske           | Stati Uniti          | 55"23 | Q     |
| 2    | 2        | 4      | Louise Hansson        | Svezia               | 55"78 | Q     |
| 3    | 1        | 5      | Margaret MacNeil      | Canada               | 55"83 | Q     |
| 4    | 2        | 3      | Angelina Köhler       | Germania             | 56"23 | Q     |
| 5    | 1        | 2      | Claire Curzan         | Stati Uniti          | 56"37 | Q DSQ |
| 6    | 2        | 5      | Alexandria Perkins    | Australia            | 56"39 | Q     |
| 7    | 1        | 3      | Maaike de Waard       | Paesi Bassi          | 56"40 | Q     |
| 8    | 1        | 6      | Katerine Savard       | Canada               | 56"44 | Q     |
| 9    | 2        | 6      | Ai Soma               | Giappone             | 56"51 | Q     |
| 10   | 2        | 2      | Lana Pudar            | Bosnia ed Erzegovina | 56"71 |       |
| 11   | 2        | 1      | Kim Seo-yeong         | Corea del Sud        | 57"07 |       |
| 12   | 1        | 2      | Giovanna Diamante     | Brasile              | 57"13 |       |
| 13   | 2        | 7      | Helena Rosendahl Bach | Danimarca            | 57"21 |       |
| 14   | 2        | 8      | Helena Gasson         | Nuova Zelanda        | 57"23 |       |
| 15   | 1        | 7      | Moe Tsuda             | Giappone             | 57"25 |       |
| 16   | 1        | 8      | Laura Lahtinen        | Finlandia            | 58"09 |       |

### Finale
| Pos. | Corsia | Atleta             | Nazionalità | Tempo | Note |
| ---- | ------ | ------------------ | ----------- | ----- | ---- |
|      | 3      | Margaret MacNeil   | Canada      | 54"05 |      |
|      | 4      | Torri Huske        | Stati Uniti | 54"75 |      |
|      | 5      | Louise Hansson     | Svezia      | 54"87 |      |
| 4    | 6      | Angelina Köhler    | Germania    | 56"20 |      |
| 5    | 8      | Ai Soma            | Giappone    | 56"27 |      |
| 6    | 2      | Alexandria Perkins | Australia   | 56"34 |      |
| 7    | 7      | Maaike de Waard    | Paesi Bassi | 56"52 |      |
| 8    | 1      | Katerine Savard    | Canada      | 56"87 |      |